# Zdravstveni dom Ljubljana Bežigrad
Zdravstveni dom Ljubljana Bežigrad je zdravstveni zavod, ki deluje v okviru Zdravstvenega doma Ljubljana. Nahaja se na Kržičevi ulici v Bežigradu.
V sklopu zavoda delujejo tudi izpostave:
- v Črnučah,
- na Mislejevi 3
- na osnovnih šolah (zobozdravstvo)
- Šentjakob - Belinka, Zasavska 95 in
- Dom starejših občanov Bežigrad.